# Revue de métaphysique et de morale
Revue de métaphysique et de morale (en español: Revista de metafísica y de moral) es una revista de filosofía fundada en 1893 por Xavier Léon y otros discípulos de Alphonse Darlu. Su actual director es Denis Kambouchner y su director editorial Laurent Jaffro ; sus redactores en jefe son Raphaële Andrault y Jean-Pascal Anfray. Editada por Presses universitaires de France, tiene formato papel y formato digital en la web Cairn.info.

## Historia
La revista fue fundada en 1893 por un grupo de jóvenes filósofos que habían sido alumnos de Alphonse Darlu algunos años en el liceo Condorcet : Xavier Léon que fue su primer secretario de redacción; Élie Halévy, director; Léon Brunschvicg, Louis Couturat y Maximilien Winter. Se sienten atraídos por la metafísica y la moral frente a la doble amenaza del positivismo y del misticismo.  
Las miembros de la revista lanzan una edición de las obras de René Descartes, organizan los primeros congresos filosóficos internacionales y fundan en 1901 la Sociedad Francesa de Filosofía, que gestiona hoy la revista en calidad de propietaria de la marca.
El salón de Xavier Léon donde se reúnen resulta el « hogar » de la filosofía francesa republicana.
Los primeros colaboradores son Louis Couturat, Frédéric Rauh, Gaston Milhaud, André Lalande, Durkheim, Bergson, Alain, pero también Ravaisson, Lachelier y Émile Boutroux, Maximilien Winter, Gustave Belot.